# Воджицки, Энн
Энн Воджицки (англ. Anne E. Wojcicki; 28 июля 1973) — американская предпринимательница, соучредитель и главный исполнительный директор персональной геномики в компании 23andMe. Бывшая жена сооснователя Google Сергея Брина.

## Молодость
Самая младшая из трёх дочерей в семье педагога Эстер Воджицки (урожденной Хохман (англ. Hochman)) и профессора физики Стэнфордского университета Стэнли Воджицки. Сёстры — Сьюзен Воджицки, генеральный директор YouTube и бывший менеджер в Google и Джанет Воджицки, антрополог и эпидемиолог в Калифорнийском университете в Сан-Франциско.
Детство провела в Стэнфордском кампусе, в возрасте двух лет начала заниматься фигурным катанием, позднее занималась хоккеем. Училась в средней школе Ганне в Пало-Альто, была редактором школьной газеты The Oracle, за статьи о спорте в которой была награждена стипендией. После училась в Йельском университете, где участвовала в соревнованиях по фигурному катанию и играла за женскую хоккейную команду. Получила высшее образование биолога в 1996 году. Во время учёбы вела молекулярно-биологические исследования в Национальном институте здравоохранения и Университете Калифорнии в Сан-Диего.

## Карьера
После получения высшего образования работала консультантом по здравоохранению в инвестиционном фонде из Сан-Франциско PassportCapital и фонде Investor AB в течение 4 лет, осуществляя контроль за вложениями в биотехнологические компании. Разочарованная в культуре Уолл-стрит и его отношению к здравоохранению, покинула фонды в 2000 году, планируя получить MCAT и поступить в медицинскую школу, но вместо этого она занялась исследовательской деятельностью.
В 2006 году стала соучредителем с Линдой Эвей компании 23andMe, предоставляющей услуги частным лицам по генетическому тестированию. Компания названа в честь 23 пар хромосом нормальной человеческой клетки. Тестовый набор «Личный геном» был назван «Изобретением года» по версии журнал Time в 2008 году
В октябре 2013 года журнал Fast Company назвал Воджицки «Самым смелым генеральным директором». В том же году начались и осложнения в деятельности компании, когда FDA предписало приостановить предоставление клиентам результатов генетических тестов. В результате для продолжения деятельности 23andMe занялась разработкой лекарственных препаратов и начала сотрудничать с исследовательской корпорацией Genentech. В феврале 2015 компания получила разрешение FDA на проведение тестов для проверки родителей на наличие гена, вызывающего у детей синдром Блума (его признаки — маленький рост и проблемы с кожей), в том же году получено $155 млн от инвесторов, в числе которых — Fidelity Management & Research Company, Casdin Capital и WuXi Healthcare Ventures. Общая сумма инвестиций в компанию выросла до $241 млн, стоимость бизнеса на конец 2015 года оценена в $1,1 млрд.

## Личная жизнь
В мае 2007 года вышла замуж за сооснователя Google Сергея Брина. Знакомство с Брином началось со времени, когда сестра — Сьюзен Воджицки — сдавала основателям Google гараж, где стартовала будущая корпорация. В декабре 2008 года в браке родился сын Бенджи Уоджин, в конце 2011 года родилась дочь Хлоя Уоджин. С 2013 года сообщалось, что супруги проживают раздельно, но они юридически не разведены, в марте 2015 года Воджицки подала на развод, в июне 2015 года брак был официально расторгнут.